# Riverside (Washington)
Riverside es un pueblo ubicado en el condado de Okanogan en el estado estadounidense de Washington. En el año 2000 tenía una población de 348 habitantes y una densidad poblacional de 150,4 personas por km².

## Geografía
Riverside se encuentra ubicada en las coordenadas 48°30′10″N 119°30′31″O / 48.50278, -119.50861.

## Demografía
Según la Oficina del Censo en 2000 los ingresos medios por hogar en la localidad eran de $23.125, y los ingresos medios por familia eran $28.250. Los hombres tenían unos ingresos medios de $28.750 frente a los $19.375 para las mujeres. La renta per cápita para la localidad era de $11.297. Alrededor del 18,4% de la población estaban por debajo del umbral de pobreza.